# Kåtasjön
Kåtasjön är en sjö i Umeå kommun i Västerbotten och ingår i Sävaråns huvudavrinningsområde. Sjön är 6,1 meter djup, har en yta på 0,425 kvadratkilometer och är belägen 185 meter över havet. Kåtasjön ligger i Sävarån Natura 2000-område. Vid provfiske har abborre, gers, gädda och lake fångats i sjön.

## Delavrinningsområde
Kåtasjön ingår i det delavrinningsområde (712459-171330) som SMHI kallar för Mynnar i Gärssjöbäcken. Medelhöjden är 196 meter över havet och ytan är 5,13 kvadratkilometer. Det finns inga avrinningsområden uppströms utan avrinningsområdet är högsta punkten. Kåtasjöbäcken, som avvattnar avrinningsområdet, har biflödesordning 3, vilket innebär att vattnet flödar genom totalt 3 vattendrag innan det når havet efter 62 kilometer. Avrinningsområdet består mestadels av skog (82 procent). Avrinningsområdet har 0,43 kvadratkilometer vattenytor vilket ger det en sjöprocent på 8,3 procent. Vid sjön ligger byn Sjölund.